# Bandeira da Roménia

Bandeira da Romênia Socialista

Bandeira da Moldávia, a efeito de comparação

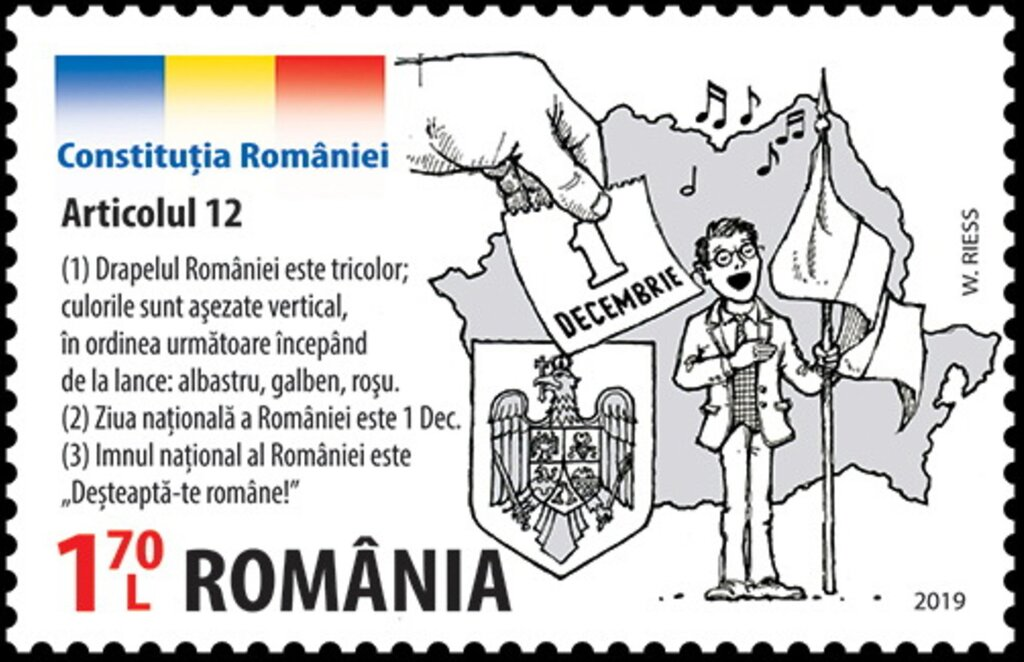
Selo romeno de 2019 mostrando o artigo 12 da constituição romena que trata dos símbolos nacionais romenos, incluindo a bandeira

A bandeira nacional da Roménia (português europeu) ou bandeira nacional da Romênia (português brasileiro) é uma tricolor de três listras verticais iguais de azul (à tralha), amarelo e vermelho. Estas cores se originam dos estandartes e do escudo do Príncipe Miguel, o Bravo, grande herói nacional que viveu durante o século XVI e conseguiu unificar o Principado da Valáquia, da Transilvânia e da Moldávia sob seu domínio por 6 meses.
As cores voltaram a ser usadas durante o levante da Valáquia em 1821 com o seguinte significado:
- Azul: Liberdade
- Amarelo: Justiça
- Vermelho: Fraternidade

Mas a sua disposição actual foi adoptada oficialmente apenas em 27 de Dezembro de 1989. A bandeira anterior, do estado Socialista (1947-1989) continha o brasão de armas de então no centro da lista amarela. Durante a revolução de 1989 podiam ver-se muitas bandeiras com o emblema recortado, e o governo que se seguiu decidiu não adicionar um brasão à bandeira, tal como acontecia no pavilhão civil durante o Reino da Roménia (1881-1947).
A bandeira é muito semelhante à bandeira da Moldávia, um vizinho que partilha muita da sua cultura e história com a Roménia. Também é semelhante a bandeira da Soka Gakkai Internacional, com a única diferença que as cores são mais claras e estão invertidas. É ainda quase idêntica à bandeira do Chade (esta última com um tom de azul ligeiramente mais escuro), com a qual não tem qualquer relação, bem como com a bandeira de Andorra (com a qual difere em proporções e na presença do brasão nacional ao centro).